# Hans Kotter (Künstler)
Hans Kotter (* 1966 in Mühldorf am Inn, Bayern) ist ein deutscher Künstler.

## Leben
Kotter studierte bis 1994 an der Art Students League New York. Er arbeitet im Bereich Fotografie, Konzept-, Objekt-, Licht- und Installationskunst. Von 2007 bis 2013 war er Lehrbeauftragter an der Staatlichen Akademie der Bildenden Künste Stuttgart.
2004 wurde Kotter mit dem Kulturpreis Bayern der E.ON Bayern AG ausgezeichnet, sowie mit  Kunst am Bau Wettbewerben. 2024 wurde er mit dem  Deutschen Lichtkunstpreis ausgezeichnet. Seine Werke sind in zahlreichen Einzel-, Gruppenausstellungen und Kunstsammlungen weltweit vertreten. Er lebt seit 2003 in Berlin.

## Werke
Die Arbeiten von Hans Kotter konzentrieren sich auf die physikalisch-, künstlerischen Grundelemente Licht – Farbe –  Raum. Sein Interesse gilt ihrem Erscheinen unter unterschiedlichen materiellen Bedingungen, ihrer Wirkung. Dabei entstehen minimalistische Einzelobjekte und raumgreifende Installationen, die häufig auf fotografische Verfahren zurückgreifen.

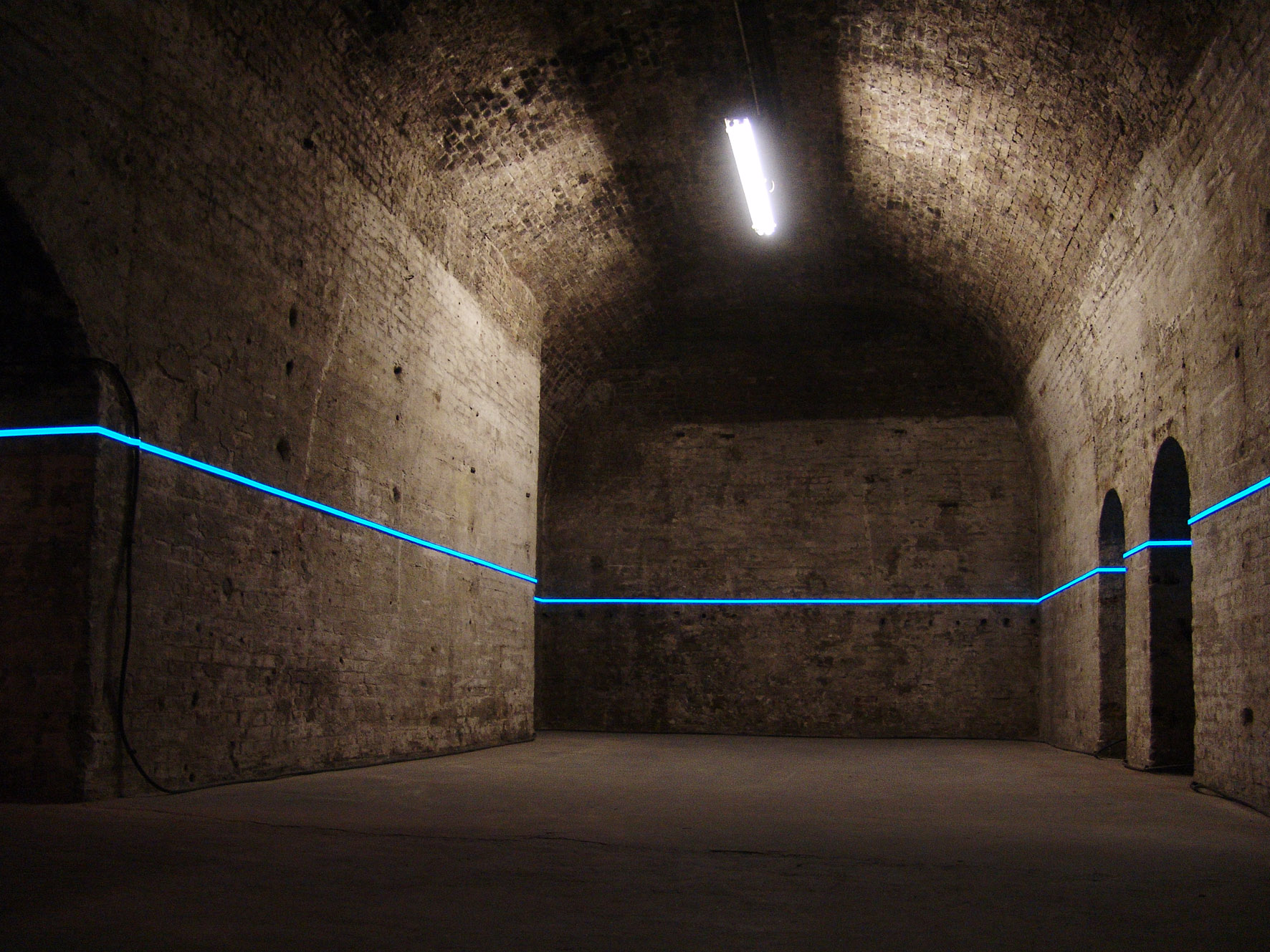
Balance, Shunt London, Kinetica Museum London – 2008
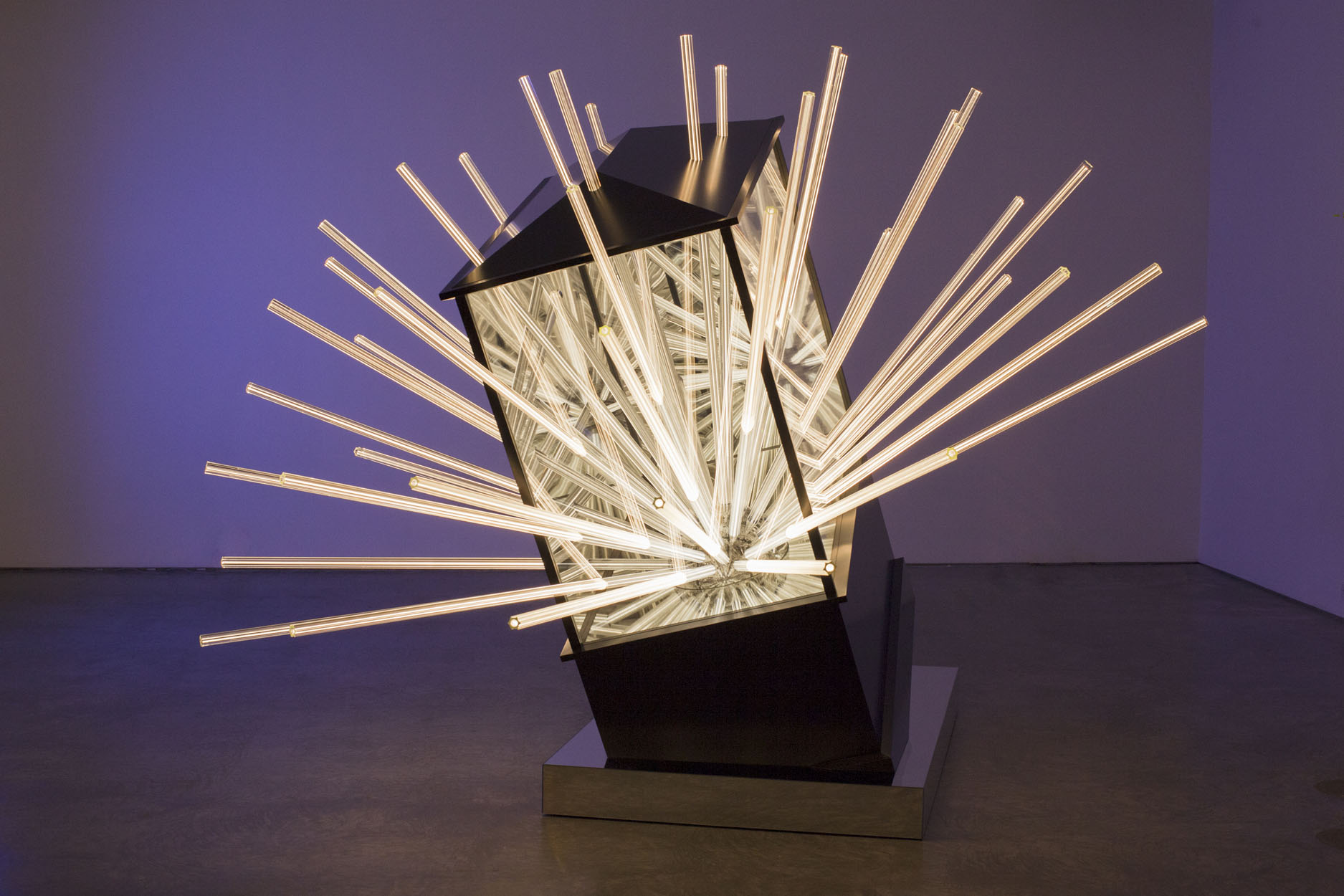
Big Bang….Interruption!, 2013
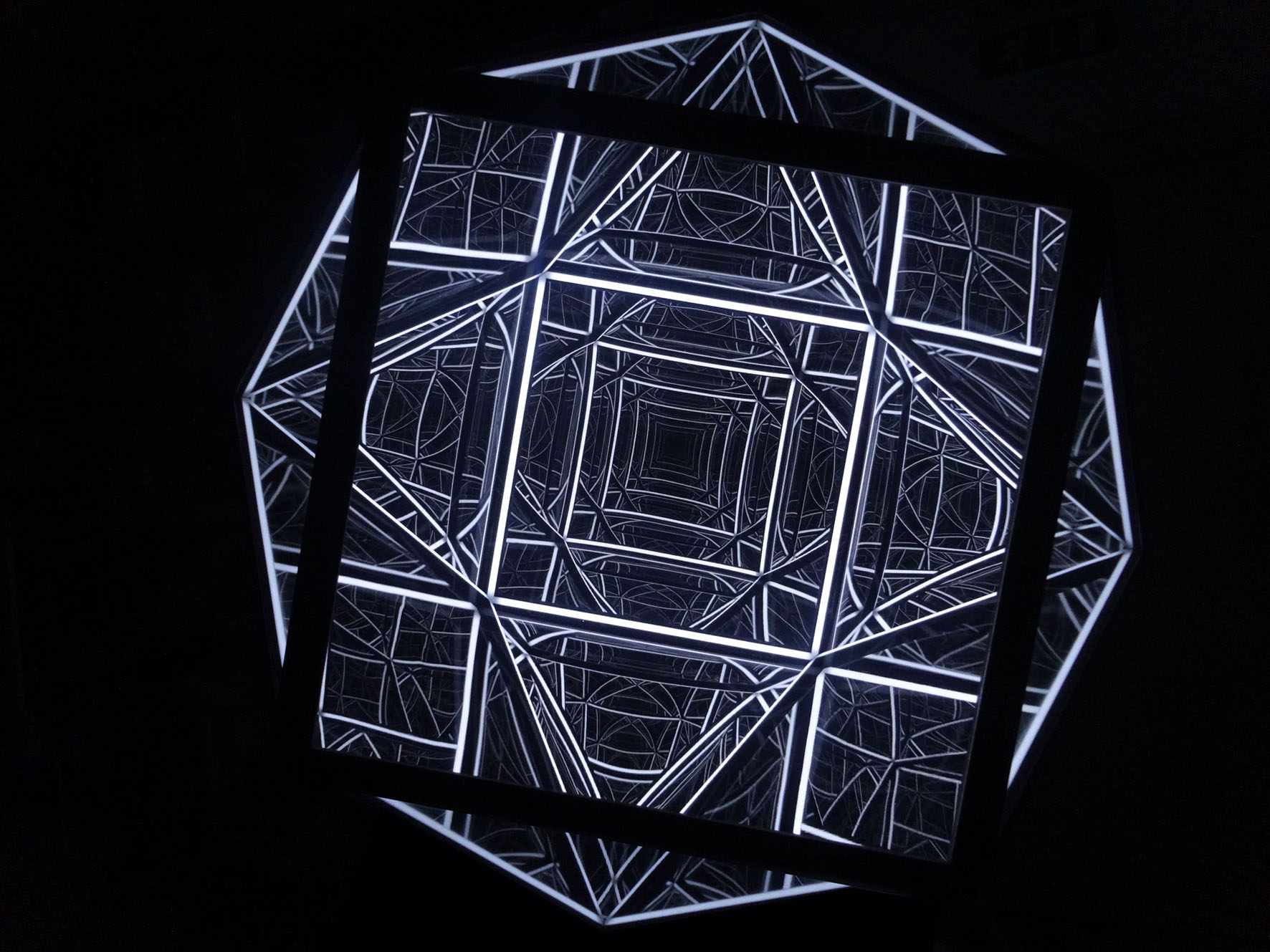
Point of View, 2017